# Chiesa di San Michele a Lucigliano
La chiesa di San Michele a Lucignano (o Lucigliano) si trova nel comune di Scarperia e San Piero ed è raggiunta da una strada proveniente dal Convento del Bosco ai Frati. Il suo campanile è a vela e non ha campane.
La chiesa è del 1353 e in questo periodo era sotto il patronato dei Bettini. Nel 1787, con l'annessione della chiesa di Santa Maria a Soli, la chiesa fu oggetto di un radicale intervento di ristrutturazione e di ingrandimento, concluso nel 1791. In tale occasione si procedette all'elevazione delle colonne del presbiterio e alla ricostruzione della sacrestia. Lo stemma sulla facciata ricorda i Bettini, consorti degli Ubaldini, che per primi ne ebbero il patronato; all'interno si conserva un dipinto su tela raffigurante San Sebastiano.